# Copa Interclubes de la Uncaf Femenino 2023
La Copa Interclubes de la Uncaf Femenino 2023 fue la sexta edición de la Copa Interclubes de la Uncaf Femenino con sede en Panamá.
En su sexta edición, la UNCAF invitó al equipo de Puerto Rico Sol, campeón de la liga de Puerto Rico del 2022. El equipo salvadoreño de Santa Tecla F. C. fue remplazado de la competición por el Sporting San Miguelito.

## Sistema de competición
La competición se realizará de tres jornadas y los primeros lugares de cada grupo jugarán la final del torneo, los segundos lugares por el tercer lugar, los terceros lugares por el quinto y sexto lugar, y cierran los últimos lugares que disputarán el séptimo y octavo puesto.

## Calendario
El calendario de la competición es el siguiente.
| Fase              | Ronda            | Fecha                           |
| ----------------- | ---------------- | ------------------------------- |
| Fase de grupos    | Fecha 1          | 2 de septiembre-3 de septiembre |
| Fase de grupos    | Fecha 2          | 4 de septiembre-5 de septiembre |
| Fase de grupos    | Fecha 3          | 6 de septiembre-7 de septiembre |
| Fase eliminatoria | Séptima posición | 9 de septiembre                 |
| Fase eliminatoria | Quinta posición  | 9 de septiembre                 |
| Fase eliminatoria | Tercera posición | 9 de septiembre                 |
| Fase eliminatoria | Final            | 9 de septiembre                 |

## Equipos participantes
| Equipos participantes | Equipos participantes  | Equipos participantes | Equipos participantes |
| --------------------- | ---------------------- | --------------------- | --------------------- |
| Tauro F. C.           | Sporting San Miguelito | Unifut Antigua        | Sagitun Girlz         |
| L. D. Alajuelense     | C. D. Olimpia          | Puerto Rico Sol       | Atlético Somotillo    |

## Fase de grupos
- Los horarios corresponden al tiempo de: UTC-5.

### Grupo A
| Equipo          | Pts. | PJ | PG | PE | PP | GF | GC | DF |
| --------------- | ---- | -- | -- | -- | -- | -- | -- | -- |
| Tauro F. C.     | 9    | 3  | 3  | 0  | 0  | 9  | 2  | 7  |
| Unifut Antigua  | 4    | 3  | 1  | 1  | 1  | 4  | 2  | 2  |
| Puerto Rico Sol | 4    | 3  | 1  | 1  | 1  | 5  | 6  | -1 |
| Sagitun Girlz   | 0    | 3  | 0  | 0  | 3  | 2  | 10 | -8 |

| 2 de septiembre | Unifut Antigua | 1:1     | Puerto Rico Sol | Estadio los Andes, Ciudad de Panamá |                        |
| 16:00           |                | Reporte |                 | Árbitra: Belkis Flores              | Árbitra: Belkis Flores |

| 2 de septiembre | Tauro F. C. | 4:1     | Sagitun Girlz | Estadio los Andes, Ciudad de Panamá |                         |
| 19:00           |             | Reporte |               | Árbitra: Dannia Sevilla             | Árbitra: Dannia Sevilla |

| 4 de septiembre | Sagitun Girlz | 0:3     | Unifut Antigua | Estadio los Andes, Ciudad de Panamá |                           |
| 16:00           |               | Reporte |                | Árbitra: Isabel Barrillas           | Árbitra: Isabel Barrillas |

| 4 de septiembre | Tauro F. C. | 4:1     | Puerto Rico Sol | Estadio los Andes, Ciudad de Panamá |                      |
| 19:00           |             | Reporte |                 | Árbitra: Miriam León                | Árbitra: Miriam León |

| 6 de septiembre | Puerto Rico Sol | 3:1     | Sagitun Girlz | Estadio los Andes, Ciudad de Panamá |                         |
| 16:00           |                 | Reporte |               | Árbitra: Merlin Vanessa             | Árbitra: Merlin Vanessa |

| 6 de septiembre | Tauro F. C. | 1:0     | Unifut Antigua | Estadio los Andes, Ciudad de Panamá |                         |
| 19:00           |             | Reporte |                | Árbitra: Tatiana Guzmán             | Árbitra: Tatiana Guzmán |

### Grupo B
| Equipo                 | Pts. | PJ | PG | PE | PP | GF | GC | DF |
| ---------------------- | ---- | -- | -- | -- | -- | -- | -- | -- |
| L. D. Alajuelense      | 9    | 3  | 3  | 0  | 0  | 8  | 0  | 8  |
| C. D. Olimpia          | 4    | 3  | 1  | 1  | 1  | 3  | 6  | -3 |
| Sporting San Miguelito | 3    | 3  | 1  | 0  | 2  | 4  | 4  | 0  |
| Atlético Somotillo     | 1    | 3  | 0  | 1  | 2  | 2  | 7  | -5 |

| 3 de septiembre | Atlético Somotillo | 1:3     | Sporting San Miguelito | Estadio los Andes, Ciudad de Panamá |                         |
| 16:00           |                    | Reporte |                        | Árbitra: Astrid Gramajo             | Árbitra: Astrid Gramajo |

| 3 de septiembre | L. D. Alajuelense | 4:0     | C. D. Olimpia | Estadio los Andes, Ciudad de Panamá |                        |
| 19:00           |                   | Reporte |               | Árbitra: Yatzuri Gómez              | Árbitra: Yatzuri Gómez |

| 5 de septiembre | C. D. Olimpia | 1:1     | Atlético Somotillo | Estadio los Andes, Ciudad de Panamá |                       |
| 16:00           |               | Reporte |                    | Árbitra: Karim Molina               | Árbitra: Karim Molina |

| 5 de septiembre | Sporting San Miguelito | 0:1     | L. D. Alajuelense | Estadio los Andes, Ciudad de Panamá |                        |
| 19:00           |                        | Reporte |                   | Árbitra: Ana Guarneros              | Árbitra: Ana Guarneros |

| 7 de septiembre | C. D. Olimpia | 2:1     | Sporting San Miguelito | Estadio los Andes, Ciudad de Panamá |                        |
| 16:00           |               | Reporte |                        | Árbitra: Ana Guarneros              | Árbitra: Ana Guarneros |

| 7 de septiembre | L. D. Alajuelense | 3:0     | Atlético Somotillo | Estadio los Andes, Ciudad de Panamá |                         |
| 19:00           |                   | Reporte |                    | Árbitra: Astrid Gramajo             | Árbitra: Astrid Gramajo |

## Fase final

### Séptima posición
| 9 de septiembre | Atlético Somotillo | 3:1     | Sagitun Girlz | Estadio los Andes, Ciudad de Panamá |                        |
| 9:00            |                    | Reporte |               | Árbitra: Belkis Flores              | Árbitra: Belkis Flores |

### Quinta posición
| 9 de septiembre | Puerto Rico Sol | 4:2     | Sporting San Miguelito | Estadio los Andes, Ciudad de Panamá |                         |
| 12:00           |                 | Reporte |                        | Árbitra: Merlin Vanessa             | Árbitra: Merlin Vanessa |

### Tercera posición
| 9 de septiembre | C. D. Olimpia | 1:5     | Unifut Antigua | Estadio los Andes, Ciudad de Panamá |                      |
| 15:30           |               | Reporte |                | Árbitra: Miriam León                | Árbitra: Miriam León |

### Final
| 9 de septiembre | Tauro F. C.                         | 2:2 (3:5 p.)               | L. D. Alajuelense                          | Estadio los Andes, Ciudad de Panamá |                         |
| 19:00           |                                     | Reporte                    |                                            | Árbitra: Tatiana Guzmán             | Árbitra: Tatiana Guzmán |
|                 |                                     | Tiros desde el punto penal |                                            |                                     |                         |
|                 | Riley · Cedeño · Castillo · Atencio |                            | Campos · Sandoval · Scott · Pinell · Mills |                                     |                         |

### Plantilla del Campeón
- Noelia Bermúdez, Gabriela Guillén, María Paula Coto, Natalia Mills, Mariela Campos, Zaira Miranda, Kenia Rangel, Sheika Scott, Fabiola Villalobos, Stephanie Blanco, Emilie Valenciano, Gabriela Valverde, Keilyn Gómez, Viviana Chinchilla, Katheryn Arroyo, Marilenis Oporta, Valery Sandoval, Alexandra Pinell, Alexa Herrera, Alina Stahl
- DT:  Wilmer López

|                                      |
| Bandera de Costa Rica                |
| Campeón L. D. Alajuelense 2.º título |

## Estadísticas

### Tabla general
| Pos. | Equipo                 | Pts | PJ | PG | PE | PP | GF | GC | Dif. | Rend.  |
| ---- | ---------------------- | --- | -- | -- | -- | -- | -- | -- | ---- | ------ |
| 1    | L. D. Alajuelense      | 10  | 4  | 3  | 1  | 0  | 10 | 2  | 8    | 83.33% |
| 2    | Tauro F. C.            | 10  | 4  | 3  | 1  | 0  | 11 | 4  | 7    | 83.33% |
| 3    | Unifut Antigua         | 7   | 4  | 2  | 1  | 1  | 9  | 3  | 6    | 58.33% |
| 4    | C. D. Olimpia          | 4   | 4  | 1  | 1  | 2  | 4  | 12 | -8   | 33.33% |
| 5    | Puerto Rico Sol        | 7   | 4  | 2  | 1  | 1  | 9  | 7  | 2    | 58.33% |
| 6    | Sporting San Miguelito | 3   | 4  | 1  | 0  | 3  | 6  | 8  | -2   | 25%    |
| 7    | Atlético Somotillo     | 4   | 4  | 1  | 1  | 2  | 5  | 8  | -3   | 33.33% |
| 8    | Sagitun Girlz          | 0   | 4  | 0  | 0  | 4  | 3  | 13 | -10  | 0%     |